# Lappi (ö i Finland, Nyland)
Lappi är en ö i Finland. Den ligger i sjön Enäjärvi och i kommunen Lojo i den ekonomiska regionen  Helsingfors  och landskapet Nyland, i den södra delen av landet, 70 km väster om huvudstaden Helsingfors. Öns area är 3,6 hektar och dess största längd är 350 meter i nord-sydlig riktning.